# (10839) Hufeland
(10839) Hufeland (1994 GY9) – planetoida z pasa głównego asteroid okrążająca Słońce w ciągu 4,44 lat w średniej odległości 2,7 j.a. Odkryta 3 kwietnia 1994 roku.